# EC 3.2
Le groupe EC3.2 est un groupe d'enzymes appartenant à la famille des hydrolases, enzymes dont le rôle est de découper des molécules en molécules plus simples. On les nomme glycosylases, parce qu'elles coupent les liaisons entre un sucre et le reste de la molécule, souvent un polysaccharide ou un nucléoside.
Parmi les plus connues, on peut citer l'α-amylase et la β-amylase, qui hydrolysent l'amidon en oligomères du glucose, ou les dextrinases qui hydrolysent les dextrines.
Elles sont réparties en deux groupes :
- Les glycosidases, enzymes qui agissent sur les liaisons O-glycosidiques ou S-glycosidiques (groupe EC3.2.1)
- Les  enzymes qui agissent sur les liaisons N-glycosidiques (groupe EC3.2.2)

Note : La thioglucosidase, découverte en 1941, fut d'abord classée en 1972 dans le groupe EC3.2.3 car elle hydrolysait les liaisons S-glycosidiques. Le groupe EC3.2.3 fut supprimé en 2001 pour être rattaché au premier groupe, en raison de son mode d'action analogue.

## Classification des glycosylases

### EC 3.2.3:Hydrolases spécifiques des liaisons S-glycosidiques
Groupe vide : la seule enzyme (EC 3.2.3.1 : thioglucosidase) a été déplacée vers EC 3.2.1.147.